# Steven Gerrard
Steven George Gerrard MBE [ˈdʒɛʀɑːd] (* 30. Mai 1980 in Whiston, Knowsley) ist ein ehemaliger englischer Fußballspieler und heutiger Fußballtrainer. Meist im zentralen Mittelfeld eingesetzt, spielte er seit seiner Kindheit insgesamt 26 Jahre für den FC Liverpool. Er war von 2003 bis 2015 Mannschaftskapitän der Reds. Zum 1. Juli 2015 verließ Gerrard den Verein und spielte bis zum 15. November 2016 in der Major League Soccer für die LA Galaxy. Von 2023 bis Januar 2025 war er Cheftrainer von al-Ettifaq in Saudi-Arabien.
Seine größten Erfolge auf internationaler Ebene waren der Gewinn des UEFA-Pokals 2001 und der Champions League 2005 sowie in den heimischen Wettbewerben des FA-Cups (2001, 2006) und des Ligapokals (2001, 2003, 2012). Zudem bestritt Gerrard als A-Nationalspieler (2000–2014) drei Europameisterschaften (2000, 2004, 2012) und drei Weltmeisterschaften (2006, 2010, 2014). Seine besonderen Stärken liegen neben seiner Passsicherheit und Zweikampfstärke in der herausragenden Schusstechnik, wodurch ihm auch zahlreiche Treffer aus größerer Entfernung gelangen.
Von Januar 2017 bis zum Sommer 2018 war er Jugendtrainer beim FC Liverpool. Danach war Gerrard bis November 2021 Cheftrainer des schottischen Klubs Glasgow Rangers. Von November 2021 bis Oktober 2022 war er der Cheftrainer von Aston Villa. Zuletzt trainierte er die Mannschaft von al-Ettifaq in Saudi-Arabien.

## Die frühen Jahre
Steven Gerrard kam Ende Mai 1980 im Whiston Hospital in Knowsley im Metropolitan County Merseyside, rund zehn Kilometer östlich vom Liverpooler Stadtzentrum entfernt, zur Welt. Als Zweitgeborener nach seinem Bruder Paul wuchs er in einem wohlbehüteten, bescheidenen und vor allem fußballaffinen Umfeld auf. Der Vater lebte dem Junior seine große Leidenschaft für den FC Liverpool vor und unterstützte folglich stets dessen frühe Schritte auf den Sportfeldern. Die Schulzeit empfand der junge Steven als lästige Pflicht. Er verhielt sich in den Klassenräumen zumeist schüchtern, die Leistungen waren durchschnittlich und der Fokus lag auf den Rasenflächen neben den Gebäuden der St. Michael’s School, die er zunächst besuchte. Für die Wahl der weiterführenden Cardinal Heenan Catholic High School war neben konfessionellen Gründen auch wichtig, dass diese Gerrards fußballerische Talente unterstützte. Ein wichtiger Vorteil war zudem, dass er nun für Liverpool-Jugendauswahlmannschaften antreten durfte, die häufiger von Talentsichtern begutachtet wurden.
Gerrards Verbindung zum FC Liverpool war da jedoch bereits gefestigt. Ab dem Alter von acht Jahren war er Teil der Jugendarbeit bei den „Reds“, die von dem ehemaligen Spieler Steve Heighway geleitet wurde. Eingefädelt hatte den Kontakt ein Mitarbeiter Heighways, der gut befreundet war mit dem Trainer des Freizeitteams Whiston Juniors, für die Gerrard zu diesem Zeitpunkt wiederum spielte (und dies auch weiter tat). Zu den frühen Weggefährten zählten spätere Nationalspieler wie Jason Koumas und Michael Owen. Vor allem im Zusammenspiel mit Owen zeigte sich schon in U-12-Spielen des FC Liverpool die hohe Qualität dieses Jahrgangs. Weitere Bestätigung schien zu folgen, als Gerrard neben Owen sowie Stephen Wright und Neil Murphy im Alter von 14 Jahren eine Einladung zum Vorspielen für ein zweijähriges Stipendium an der damaligen nationalen Fußballakademie in Lilleshall bekam. Trotz guter Eindrücke lehnten ihn die Vertreter dort aber im Gegensatz zu Owen ab – die große Enttäuschung darüber wirkte bei Gerrard noch lange nach, zumal die Gründe primär darin zu liegen schienen, dass er zu diesem Zeitpunkt für sein Alter recht klein war. Vonseiten renommierter Klubs hingegen brachte man ihm größere Wertschätzung bei und neben konkreten Angeboten von Manchester City, dem FC Everton und Tottenham Hotspur zeigte sich auch Manchester United an einer Verpflichtung interessiert. Zu einem Wechsel kam es jedoch nicht und Gerrard erhielt nach Ablauf der U-16-Saison einen zweijährigen Ausbildungsvertrag („YTS“). Weitere „Belohnung“ für ihn war im Mai 1996 die Nominierung in den Kader für das Endspiel des FA Youth Cups, bei dem er den 4:1-Sieg gegen West Ham United (mit Frank Lampard und Rio Ferdinand) von der Ersatzbank aus beobachtete.
Die Ausbildung im YTS-Programm sah zunächst vor, dass die Übungseinheiten an der Universität Liverpool absolviert werden sollten und erst später trainierten die Talente im Leistungszentrum in Melwood Seite an Seite mit den Spielern aus der ersten Mannschaft. Zu einer besonderen Bezugsperson entwickelte sich für Gerrard dort Jamie Redknapp, vor allem deswegen, weil dieser in etwa dieselbe Position spielte. Eine reibungslose Entwicklung hin zum Profikader fand jedoch nicht statt. Dies lag primär daran, dass Gerrard in seiner Wachstumsphase häufig mit Verletzungen zu kämpfen hatte. Der Verein wollte erst einmal von einem Profivertrag absehen; aber nach intensiven Gesprächen mit Gerrards Vater einigten sich die Parteien auf einen Dreijahresvertrag, dotiert mit wöchentlich 700 Pfund im ersten Jahr, danach 800 und zuletzt 900 Pfund. Die Fortschritte folgten nun in immer kürzeren Intervallen und durch gute Leistungen zu Beginn der Saison 1998/99 in der U-19-Auswahl des Klubs kam er der Profimannschaft schnell näher. Großen Anteil daran hatte der neue französische Trainer Gérard Houllier, der im Sommer 1998 zum FC Liverpool gestoßen war und das Team bis Anfang November zusammen mit Roy Evans betreute. Houllier beförderte Gerrard in den Kader der ersten Mannschaft und wies den Neuling an, seine Ernährung umzustellen und sich vermehrt über Kraftübungen für den Profifußball vorzubereiten. Dass sich Houllier im Nachgang als Gerrards wahrer Entdecker bezeichnete und gar äußerte, den Schützling vor der Reservemannschaft „gerettet“ zu haben, kritisierte Gerrard in seiner Autobiografie von 2006; und er stellte klar, dass neben der Arbeit in der Jugendakademie vielmehr Evans für seine Entwicklung zum Profifußballer gerühmt werden müsse, auch der Vertrag bereits vor Houlliers Verpflichtung unterzeichnet worden sei und er als Kapitän der englischen U-18-Auswahl kaum unbeachtet bleiben konnte.

## Profikarriere

### Weg zur Liverpool-Legende
Kurz nachdem er beim UEFA-Pokal-Auswärtsspiel in der dritten Runde gegen Celta Vigo (1:3) auf der Ersatzbank Platz genommen hatte, bestritt Gerrard am 29. November 1998 sein erstes Premier-League-Spiel für Liverpool, als er gegen die Blackburn Rovers (2:0) kurz vor Schluss für Vegard Heggem auf der Rechtsverteidigerposition eingewechselt wurde. Kurz darauf stand der Neuling im Auswärtsspiel bei Tottenham Hotspur erstmals in der Startelf und musste im rechten Mittelfeld im 3-5-2-System gegen niemand geringeren als den späteren Fußballer des Jahres in England David Ginola antreten. Gerrard bezeichnete das Duell gegen den Franzosen, der mit Houllier zu allem Überfluss seit der verpassten WM-Qualifikation 1994 mit Frankreich noch eine private Rechnung offen hatte, als „Albtraum“, wurde von diesem mehrfach überlaufen, musste zahlreiche Flanken zulassen und wurde dennoch nicht mit einer Auswechslung „erlöst“. Trotz dieser Ernüchterung vertraute ihm Houllier auch weiterhin und im Rückspiel gegen Celta Vigo (0:1) zeigte Gerrard erstmals auf der gewohnten zentralen Position seine Stärken. Nach der nahezu bedeutungslosen und mit wenig Druck behafteten Partie – neben der Hinspielniederlage fehlten Liverpool zahlreiche Leistungsträger – wurde Gerrard die Ehrung zum besten Spieler („Man of the Match“) zuteil. Am Ende der Saison 1998/99 hatte Gerrard insgesamt zwölf Premier-League-Spiele absolviert, wenngleich er nur in vier Partien von Beginn an dabei gewesen war. Sein erstes Tor für Liverpool erzielte er am 5. Dezember 1999 gegen Sheffield Wednesday zu Beginn einer Saison 1999/2000, in der Gerrard der sportliche Durchbruch bis in die englische A-Nationalmannschaft hinein gelang. Neben seinen flexiblen Auftritten, bei denen er auch auf den beiden Außenverteidigerpositionen und im rechten Mittelfeld aushalf, waren speziell die Leistungen im zentralen Mittelfeld auffällig, mit denen er sogar Mannschaftskapitän Jamie Redknapp große Konkurrenz machte – dessen Zeichen im folgenden Jahr wiederum verletzungsbedingt auf Abschied standen. Mit seiner Fähigkeit, sich aus der eigenen Hälfte die Bälle zu erobern und anschließend entweder mit schnellen Antritten oder mittels sicheren Passspiels Offensivaktionen einzuleiten sowie seiner „Verbissenheit“ im Zweikampf erinnerte er stilistisch an den ehemaligen Liverpooler „Europapokalhelden“ Graeme Souness.

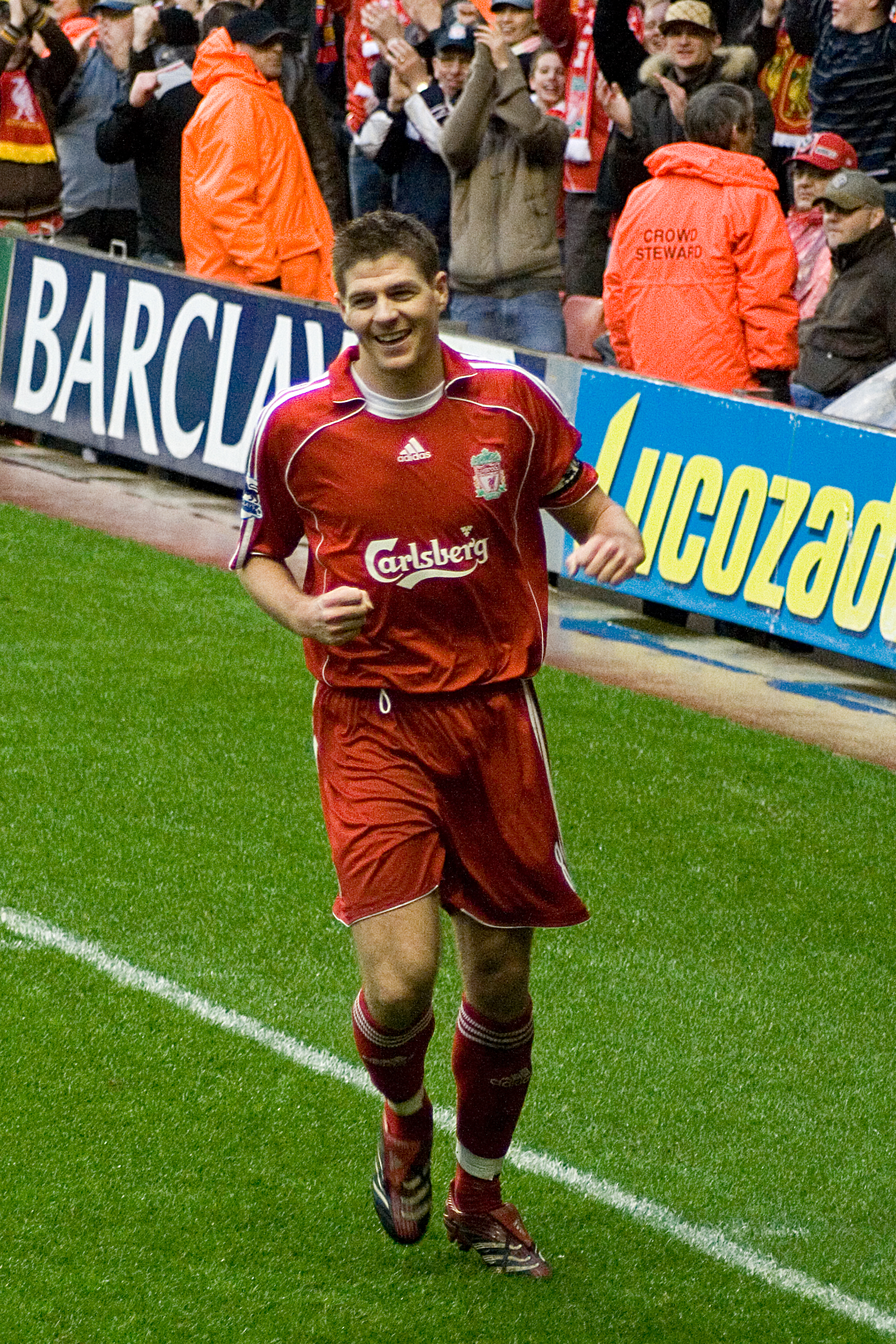
Gerrard während eines Erstligaspiels gegen Sheffield United im Februar 2007 (Endstand 4:0).

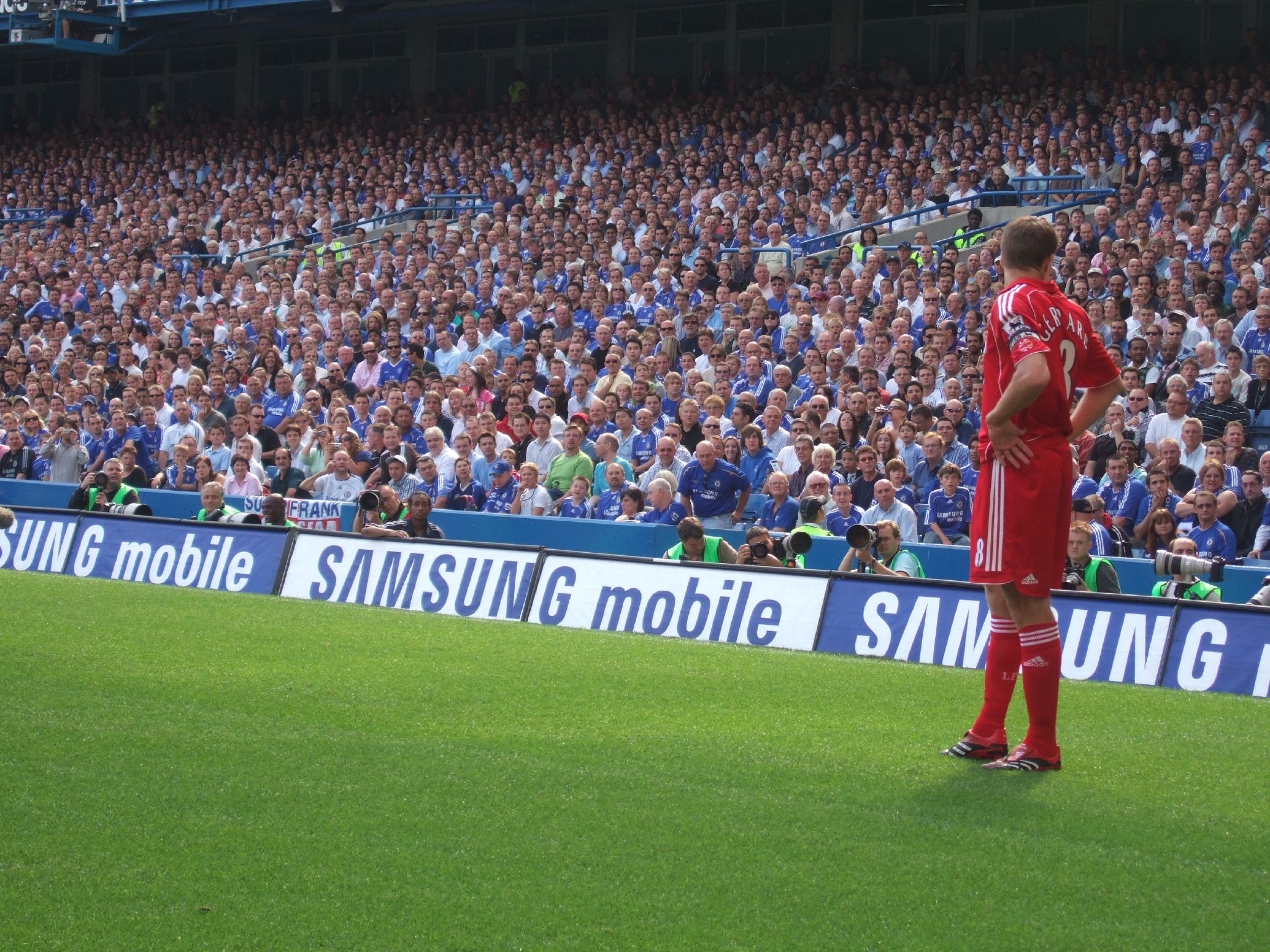
Gerrard während einer Partie im September 2006

Die Saison 2000/01 brachte Gerrard und dem FC Liverpool das „Pokal-Triple“ aus FA Cup, Ligapokal und UEFA-Pokal und – bedeutend wichtiger für die finanzielle Situation – mit dem dritten Platz in der Premier League die ersehnte Qualifikation und den Zugang zu den „Geldtöpfen“ der Champions League. Große Bedeutung hatte für Gerrard der im Juli 2000 verpflichtete 35-jährige Gary McAllister, durch den er zwar – wie auch durch Dietmar Hamann – teils ins ungeliebte rechte Mittelfeld verdrängt wurde, der ihm aber gleichzeitig in Bezug auf Spielintelligenz und Übersicht weitere Facetten beibrachte. Den Anfang der Titelserie machte der Ligapokal, als Gerrard am 25. Februar 2001 im Finale gegen Birmingham City mit Hamann das Mittelfeldzentrum bildete, bevor er in der 78. Minute beim Stand von 1:0 für McAllister ausgewechselt wurde – die Partie ging nach einem späten 1:1 noch ins Elfmeterschießen. Die größte Bedeutung der drei Titel maß Gerrard dem anschließenden FA-Cup-Erfolg bei, als der FC Liverpool im Millennium Stadium gegen ein überlegenes FC Arsenal einen 0:1-Rückstand in einen 2:1-Sieg umdrehte und sich Gerrard im direkten Duell mit dem von ihm hoch respektierten Patrick Vieira behauptete. Vier Tage danach folgte Gerrards erster internationaler Titel. Im Dortmunder UEFA-Pokal-Finale besiegte er mit den „Reds“ das spanische Überraschungsteam Deportivo Alavés nach spannendem Spielverlauf inklusive Golden-Goal-Entscheidung mit 5:4 und steuerte selbst das Tor zum 2:0-Zwischenstand bei. Zum Ende der erfolgreichen Saison 2000/01, in der Gerrard insgesamt zehn Pflichtspieltore gelungen waren, bot ihm die Vereinsführung einen langfristigen Vertrag über sechs Jahre an. Nach kurzen Verhandlungen einigten sich die Parteien auf eine Laufzeit von vier Jahren und ein neues Wochengehalt von 50.000 Pfund.
In seiner ersten Champions-League-Saison 2001/02 zog Gerrard bis ins Viertelfinale vor, in dem er mit Liverpool nach einem 1:0-Hinspielsieg und anschließender 2:4-Niederlage in Leverkusen ausschied – beim Treffer zum 0:1 unterlief ihm dabei gegen Michael Ballack ein Fehler. Weitere Fortschritte waren in der Premier League zu verzeichnen und 80 Punkte bedeuteten die Vizemeisterschaft hinter dem FC Arsenal. Als Problem hatte sich bei Gerrard jedoch das ungezügelte Zweikampfverhalten herausgestellt, das ihm bereits im September 2001 nach einem Foul mit beiden Beinen in George Boateng von Aston Villa eine rote Karte eingehandelt hatte. Schon im Teenageralter hatte er mit einem Sportpsychologen an seiner diesbezüglichen Einstellung gearbeitet, die Härte aber stets als „Teil seines Spiels“ verstanden. Der nächste weit beachtete Vorfall ereignete sich im Dezember 2002; Leidtragender war hier Gary Naysmith vom FC Everton. Obwohl mit großen Hoffnungen und Titelträumen gestartet, verlief die Saison 2002/03 für Gerrard enttäuschend und endete gar damit, dass mit dem fünften Rang die erneute Champions-League-Qualifikation misslang. Verantwortlich dafür waren sowohl die teuren Fehleinkäufe für fast insgesamt 18 Millionen, von denen mit Salif Diao, Bruno Cheyrou und vor allem der nach der WM 2002 gefeierte senegalesische Nationalspieler El Hadji Diouf (anstellte des als „schwierig“ eingestuften Leihspielers Nicolas Anelka) allesamt enttäuschten, als auch Gerrards unbeständige Leistungen, die dieser später mit mentalen Problemen aufgrund der sich abzeichnenden Scheidung seiner Eltern begründete. Einziger sportlicher Höhepunkt war der Ligapokalerfolg am 2. März 2003, in dessen Finale Gerrard sogar den ersten Treffer zum 2:0-Finalsieg gegen Erzrivale Manchester United schoss. Im Oktober 2003 löste Gerrard den Finnen Sami Hyypiä als Kapitän des FC Liverpool ab und unter neuer Führung errangen die „Reds“ zumindest wieder die Vizemeisterschaft, die aber nicht darüber hinwegtäuschen konnte, dass der Abstand zu Titelträger FC Arsenal 30 Punkte betrug, sich die „Ära Houllier“ dem Ende zuneigte und sich auch Gerrard Fragen zu seiner sportlichen Zukunft stellte. Da aufgrund der besonderen Rivalität ein Wechsel zu Manchester United von vornherein ausgeschlossen schien, kristallisierte sich der FC Chelsea als nächste Station heraus, der unter dem neuen finanzstarken Eigentümer Roman Abramowitsch seit 2003 eine hochkarätige Mannschaft aufbaute und ab 2004 mit José Mourinho einen renommierten Trainer verpflichtete, der sich wiederum sehr an dem Liverpooler Kapitän interessiert zeigte. Die Verhandlungen zogen sich über das EM-Turnier 2004 in Portugal hinweg. Der Wechsel scheiterte dann aber, weil sich Gerrard im letzten Moment dafür entschied, in Liverpool zu bleiben. Dazu beigetragen hatte auch, dass ihn Houllier-Nachfolger Rafael Benítez während eines Aufenthalts im englischen Mannschaftsquartier von seinem Konzept zur sportlichen Zukunft überzeugen konnte.
Auf Initiative von Benítez wurde Gerrards Spiel fortan um eine Facette erweitert, indem sich der vormalige Mittelfeldakteur nun optional als Angriffsspieler versuchen sollte. Dabei war hilfreich, dass Benítez mit Xabi Alonso für Verstärkung im zentralen Mittelfeld sorgte, der gemeinsam mit Hamann für die notwendigen Freiräume im Spiel des Kapitäns sorgen sollte. Die Saison 2004/05 war für Gerrard im vielerlei Hinsicht von hohem emotionalen Wert. Sie begann mit der großen Enttäuschung, als sein guter Jugendfreund Michael Owen den Verein in Richtung Real Madrid verließ, entwickelte dann aber speziell in der Champions League zahlreiche sportliche Höhepunkte. Bereits in der Gruppenphase drohte das Aus, als der FC Liverpool in der letzten Partie gegen Olympiakos Piräus nach einem 0:1-Halbzeitstand noch drei Tore für das Weiterkommen benötigte und Gerrard selbst vier Minuten vor Schluss zum 3:1-Endstand traf. Nach weiteren Siegen gegen Bayer Leverkusen, Juventus Turin und dem FC Chelsea stand er in Istanbul mit seinem Team dem AC Mailand gegenüber. In einer denkwürdigen Partie lagen die „Reds“ zur Halbzeit bereits mit 0:3 hinten, bevor Gerrard nach der zusätzlichen Hereinnahme von Mittelfeldspieler Hamann für Verteidiger Steve Finnan (und gleichzeitiger Umstellung auf eine Dreier-Abwehrkette) nach vorne rückte. Diese Maßnahme zahlte sich insofern aus, als der Kapitän in der 54. Minute auf 1:3 verkürzte und nach einem weiteren Tor durch Vladimír Šmicer in der 60. Minute einen Elfmeter herausholte, den Xabi Alonso per Nachschuss zum 3:3 verwertete. Als „Milan“ kurz vor Ablauf der 90 Minuten Serginho einwechselte, nahm Gerrard erneut eine veränderte Position ein und duellierte sich mit dem schnellen Brasilianer nun als Rechtsverteidiger bis zum Ende der Verlängerung. Im Elfmeterschießen war Gerrard als fünfter Schütze vorgesehen; er musste jedoch nicht mehr antreten, da zuvor die Mailänder Serginho, Andrea Pirlo und Andrij Schewtschenko entscheidend verschossen hatten. Weniger Glück hatte Gerrard – auch aufgrund der starken Fokussierung auf die Champions League – in der Premier League mit Platz 5 und im Ligapokalfinale gegen den FC Chelsea (2:3 n. V.), in dem Gerrard sogar das Malheur eines Eigentors widerfuhr. Dieser „Makel“ hielt den europäischen Fußballverband aber nicht davon ab, Gerrard im Jahr 2005 zum UEFA-Klubfußballer des Jahres auszuzeichnen. – später im Jahr wählte ihn die renommierte französische Zeitschrift France Football im November 2005 hinter Ronaldinho und Frank Lampard noch zu Europas drittbestem Spieler des Jahres.

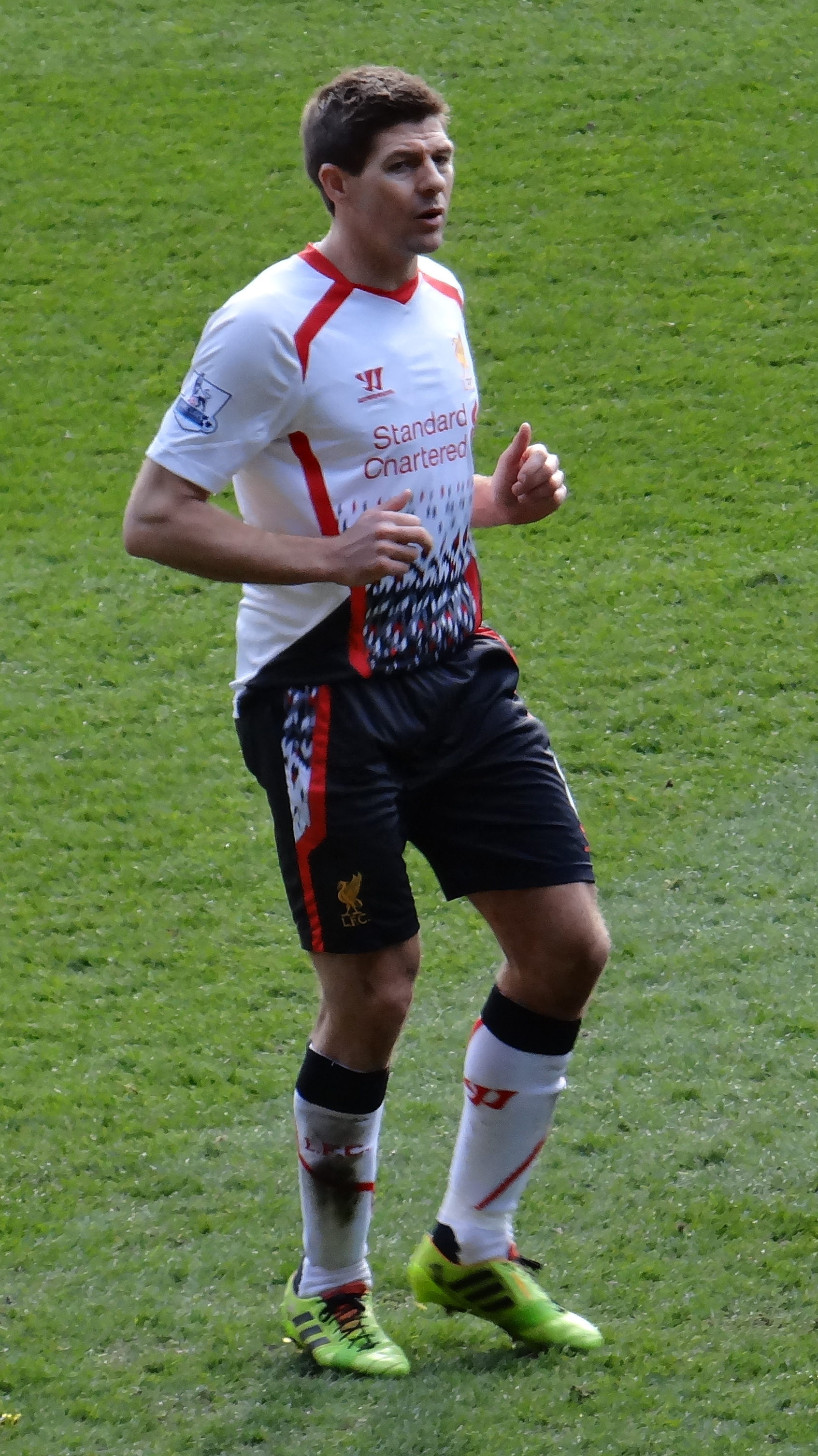
Gerrard beim 6:3-Sieg im Ligaspiel gegen Cardiff City im März 2014

In der folgenden Saison 2005/06 bestätigte Gerrard seine neu gefundenen Angriffsspielerqualitäten und schoss insgesamt 23 Pflichtspieltore. Dazu beigetragen hatte Benítez’ Entscheidung für das zentrale Mittelfeld zusätzlich Mohamed Sissoko zu verpflichten und Gerrard ins rechten Mittelfeld zu versetzen, mit weitgehenden Freiheiten für Vorstöße nach vorne. Entscheidend war sein Beitrag im Finale des FA Cups, kurz nachdem ihn seine Spielerkollegen der Premier League zu Englands Fußballer des Jahres gewählt hatten. Im Endspiel gegen West Ham United schoss er zunächst zwei Tore zum 3:3, darunter erneut ein spektakulärer Weitschusstreffer in der Nachspielzeit der regulären Spielzeit, der die „Reds“ in die Verlängerung rettete. Schließlich behielt der FC Liverpool im Elfmeterschießen die Oberhand und auch Gerrard verwandelte seinen Strafstoß. Nächster sportlicher Höhepunkt war für Gerrard im Jahr 2007 das erneute Erreichen des Champions-League-Endspiels gegen den AC Mailand, das aber mit 1:2 verloren ging – Gerrard hatte dabei eine gute Chance freistehend vor Dida vergeben. Zuvor im April 2007 hatte er gegen die PSV Eindhoven sein 15. Tor in der Königsklasse erzielt und damit den vormaligen Europokalrekord im Verein von Ian Rush übertroffen. In der Premier League verpasste er mit dem FC Liverpool wieder den „großen Wurf“ und wurde nur Dritter, wobei sich die kritischen Stimmen, die Gerrards neue Rolle als nicht optimal empfanden, wieder mehrten. Gerrards Antwort darauf war eine weitere mit Höhepunkten gespickte Saison 2007/08. Mit 21 Pflichtspieltreffern – darunter war eine Serie von neun Toren in zehn Spielen – ermöglichte der „Mittelfelddynamo“ seinem Klub eine weitere Halbfinalteilnahme in der Champions League; wichtige „Treffer“ mit hoher psychologischer Wirkung waren sein Tor zum 2:0 im Achtelfinalhinspiel gegen Inter Mailand in „letzter Sekunde“ und im anschließenden Viertelfinale gegen Arsenal, als er im Rückspiel (nach einem 1:1 in London) mit seinem Elfmetertor zum 3:2 in der 85. Minute die Nerven behielt. In der Schlussphase der Premier League agierte Gerrard zumeist neben Fernando Torres als „zweite Spitze“ und sicherte dem Verein gegenüber dem aufstrebenden Lokalrivalen aus Everton den vierten Platz. Weiter in Topform präsentierte sich Gerrard in einer Saison 2008/09, die ihn mit 16 Ligatoren auf den dritten Platz in der nationalen Torjägerwertung katapultierte und ihm ein weiteres Mal die Ehrung zu Englands Fußballer des Jahres einbrachte – im Gegensatz zu drei Jahren zuvor nun in der Journalisten-Wahl – und darüber hinaus unterzeichnete er im Juli 2009 eine weitere Vertragsverlängerung bis zum Ende der Saison 2012/13. Anders als in den vorausgegangenen Jahren war Gerrard mit dem FC Liverpool bis zum Schluss ein Anwärter auf den Gewinn der englischen Meisterschaft, aber 86 Punkte reichten knapp nicht hinter Manchester United mit 90 Zählern. In der Champions League scheiterte Liverpool wie im Vorjahr am FC Chelsea. Hauptverantwortlich dafür war bereits die 1:3-Heimniederlage im Viertelfinalhinspiel, in dem Gerrard gegen Michael Essien große Probleme offenbarte, die mutmaßlich auch auf Verletzungsprobleme zurückzuführen waren – Gerrard fehlte anschließend länger, darunter im Rückspiel (4:4). Persönlicher Erfolg war zuvor sein 100. Treffer für den FC Liverpool am 1. Oktober 2008 gegen Eindhoven.
Die Verletzungssorgen hielten in der Spielzeit 2009/10 an und obwohl er mit zwölf Treffern wieder zweitbester Torschütze seines Klubs war, glichen die Leistungen nicht denen aus den vergangenen vier bis fünf Jahren. Grund dafür war auch der Weggang von Xabi Alonso, der mit seinem Passspiel die ideale Ergänzung für Gerrard gewesen war bei dessen Vorstößen in die Spitze neben Torres, der wieder unglücklicherweise auch noch häufig abwesend war. So fehlte im Spiel von Gerrard die gewohnte Dynamik und der FC Liverpool endete in der Premier League auf einem enttäuschenden siebten Rang.
In der Saison 2013/14 spielte der FC Liverpool nach langer Zeit wieder um den Titel. Gerrard erzielte in dieser Spielzeit in 34 Spielen 13 Tore. Am 36. Spieltag hätte Liverpool gegen den FC Chelsea eine Vorentscheidung für die erste Meisterschaft seit 24 Jahren herbeiführen können. Ausgerechnet Kapitän Gerrard, der in seiner Zeit bei Liverpool nie Meister wurde, leitete mit einem Fehler, der das 0:1 durch Demba Ba kurz vor der Halbzeitpause zur Folge hatte, die 0:2-Heimniederlage ein. Meister wurde Manchester City; der FC Liverpool qualifizierte sich als Zweitplatzierter erstmals seit fünf Jahren wieder für die UEFA Champions League.
Am 2. Januar 2015 gab Gerrard bekannt, dass er seinen zum Ende der Saison 2014/15 auslaufenden Vertrag nicht verlängern und den Verein nach 26 Jahren – davon 17 Jahre als Profi – verlassen werde.
Am 25. April 2015 absolvierte Gerrard sein 500. Ligaspiel für Liverpool in der Premier League. Diese symbolische Marke erreichten vor ihm nur sein früherer Teamkollege Jamie Carragher (508 Spiele) und der ehemalige Manchester-United-Spieler Ryan Giggs (672).
In seiner letzten Saison für Liverpool absolvierte Gerrard 41 Pflichtspiele und war wettbewerbsübergreifend mit 13 Toren bester Torschütze seiner Mannschaft. Trotzdem verlief die Saison für Liverpool enttäuschend, da man in der Liga nur den sechsten Rang belegte und in allen Pokalwettbewerben ausschied.

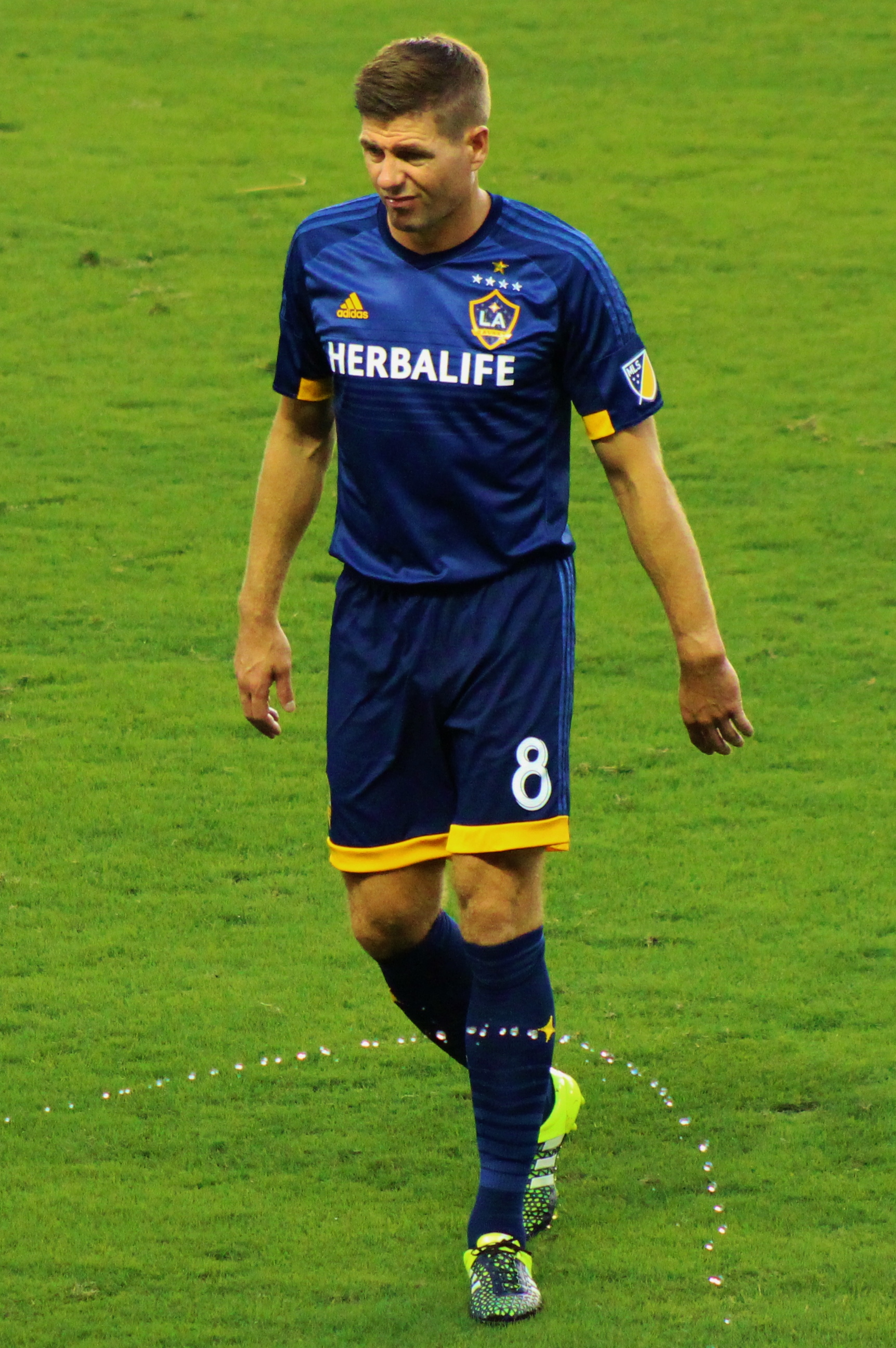
Steven Gerrard im Trikot von LA Galaxy (2015)

### Wechsel in die MLS
Nach Auslaufen seines Vertrages in Liverpool wechselte Gerrard zum 1. Juli 2015 in die US-amerikanische Major League Soccer zur LA Galaxy.
Sein erstes Pflichtspiel für die Galaxy absolvierte er am 18. Juli 2015 gegen San José Earthquakes, das mit 5:2 gewonnen wurde. Gerrard erzielte dabei den zwischenzeitlichen Ausgleich zum 2:2, außerdem bereitete er zwei weitere Treffer vor. In der gesamten Saison 2015 kam Gerrard auf 13 Einsätze in der Regular Season (ein Tor) und zu einem Einsatz in den Play-offs, in denen man sich in der ersten Runde den Seattle Sounders geschlagen geben musste. Nach Saisonende kehrte Gerrard Ende November 2015 zum FC Liverpool zurück und nahm dort unter Jürgen Klopp am Training teil, kehrte jedoch wieder in die Vereinigten Staaten zurück. Nach 18 Monaten in der Major League Soccer und dem Auslaufen seines Vertrages verließ er die LA Galaxy am 15. November 2016. Für LA Galaxy kam Gerrard auf 34 Einsätze, fünf Tore und 14 Vorlagen.

### In der Nationalmannschaft

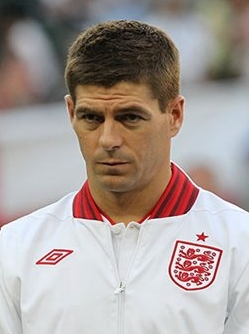
Gerrard (2012)

Hauptsächlich wegen der Nichtberücksichtigung für die nationale Akademie in Lilleshall begann Gerrards internationale Karriere noch nicht in der englischen U-15-Auswahl, sondern erst am 3. Februar 1996 in der U-16-Mannschaft. Hier wurde er gegen Dänemark erstmals eingewechselt und beim nächsten Aufeinandertreffen mit Irland kurz darauf – mit dabei beim Gegner waren Spieler wie Richard Dunne und Stephen McPhail – war Gerrard nicht nur in der Anfangsformation, sondern zeigte sich auch als „Chef“ im Mittelfeld und trat als Torschütze zum 2:1-Sieg in Erscheinung. Es folgten weitere Einsätze unter Juniorentrainer Howard Wilkinson für die U-18- und U-21-Mannschaften, bevor ihn Kevin Keegan im Februar 2000 erstmals für das Freundschaftsspiel gegen Argentinien in den Kader der A-Nationalmannschaft einlud; nach den ersten Trainingseinheiten mit den „Three Lions“ musste er jedoch aufgrund von Rückenproblemen vorzeitig wieder abreisen. Zu seinem Debüt kam Gerrard einen Tag nach seinem 20. Geburtstag, am 31. Mai 2000 beim 2:0-Sieg im Wembley-Stadion über die Ukraine. Anschließend fand er seinen Weg in den Kader für die EM 2000 in Belgien und den Niederlanden. Er fristete dort zunächst ein „Reservistendasein“ und verfolgte die 2:3-Startniederlage Englands gegen Portugal von der Bank aus mit. Als Alan Shearer im wichtigen zweiten Gruppenspiel gegen den Erzrivalen aus Deutschland in der 53. Minute die 1:0-Führung gelang, war der Moment gekommen. Keegan entschloss sich dazu, das Resultat über die verbleibende Zeit zu retten und wechselte ihn acht Minuten später für Stürmer Michael Owen mit der deutlichen Vorgabe ein, sowohl die generischen Angriffe zu stören als auch speziell die Kreise von Mehmet Scholl zu durchkreuzen. Die Partie endete 1:0 und Keegan plante mit Gerrard für das entscheidende Gruppenspiel gegen Rumänien in der Anfangself. Das Vorhaben scheiterte jedoch; Gerrard musste verletzungsbedingt passen und die 2:3-Pleite ohne ihn bedeutete das vorzeitige Aus für England in dem Endrundenturnier.
Als Keegan kurz darauf im Oktober 2000 nach einer 0:1-Heimniederlage in der WM-Qualifikation gegen Deutschland seinen Rücktritt bekannt gab, plädierte Gerrard für einen englischen Trainer, da er vermutete, dass dieser seinem Spiel offener gegenüberstehe. Dass er mit dieser Einschätzung – wie schon im Falle von Houllier in Liverpool – falschlag, zeigte sich schnell, denn Nachfolger Sven-Göran Eriksson sah ihn als das zentrale Element in der von ihm neu zusammengestellten Mannschaft. Die Erfolge ließen nicht lange auf sich warten und rund ein halbes Jahr nach der ersten Nominierung für das Freundschaftsspiel am 28. Februar 2001 gegen Spanien folgte ein denkwürdiger Auftritt in München gegen Deutschland. Eine vor allem in der zweiten Hälfte entfesselt aufspielende englische Mannschaft gewann mit 5:1 und Gerrards erster Länderspieltreffer per Distanzschuss zum zwischenzeitlichen 2:1 in der Nachspielzeit der ersten Halbzeit hatte für die notwendige psychologische Befreiung gesorgt. England qualifizierte sich später als Gruppenerster vor Deutschland für die WM 2002 in Japan und Südkorea, an der Gerrard jedoch nicht teilnahm, weil er sich wegen chronischer Beschwerden einer Leistenoperation – an beiden Seiten zur Muskellockerung – unterziehen musste. Zwei Jahre später folgte die EM 2004 in Portugal, bei der Gerrard im zentralen Mittelfeld wieder Stammspieler war. In der ersten Partie gegen Titelverteidiger Frankreich unterlief ihm beim Stande von 1:1 kurz vor dem Abpfiff ein schwerer Fehler, als sein Rückpass von Thierry Henry abgefangen wurde, der von Torhüter David James nur noch per Foul gestoppt werden konnte; den fälligen Elfmeter verwandelte Zinédine Zidane zum 2:1-Endstand. Die Niederlage richtete aber keinen nachhaltigen Schaden an, denn nach sicheren Siegen gegen die Schweiz (3:0) – dabei hatte Gerrard den Treffer zum Endstand erzielt – und Kroatien (4:2) erreichten die „Three Lions“ das Viertelfinale. Dort sah es gegen Gastgeber Portugal auch lange nach einem Sieg für England aus; als Gerrard beim Stande von 1:0 in der 82. Minute für Owen Hargreaves den Platz verließ, musste er jedoch mit ansehen, wie der Ausgleich fiel und sein Team im Elfmeterschießen scheiterte. Zwei Jahre später war Gerrard auch im englischen Kader für die Weltmeisterschaft 2006 in Deutschland. Er erzielte jeweils ein Tor gegen Trinidad & Tobago (2:0) und Schweden (2:2), aber ein weiteres Mal war für seine Mannschaft in einem Viertelfinale im Elfmeterschießen Portugal die Endstation. Gerrard war einer der drei englischen Spieler, deren Strafstoß vom portugiesischen Torwart Ricardo pariert wurde.

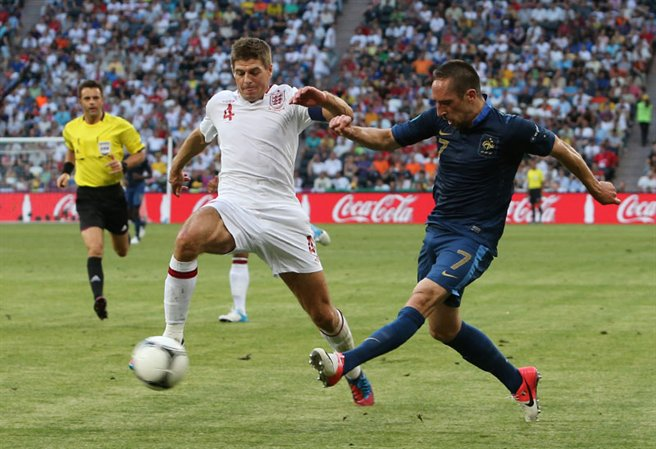
Gerrard im Laufduell mit Franck Ribéry beim EM-Gruppenspiel gegen Frankreich am 11. Juni 2012 (Endstand 1:1)

Im Anschluss an die WM 2006 und die „Ära Eriksson“ wurde er von Nachfolger Steve McClaren zum Vizekapitän hinter John Terry ernannt und vertrat ihn in dieser Rolle, als England durch Niederlagen in Qualifikationsspielen gegen Russland (1:2) und Kroatien (2:3) das Endrundenturnier der Euro 2008 in der Schweiz und Österreich verpasste. Als Konsequenz daraus entschied die Football Association den Vertrag mit McClaren vorzeitig aufzulösen und im Dezember 2007 Fabio Capello als neuen englischen Nationaltrainer einzusetzen. Unter Capello behielt Gerrard zunächst das Kapitänsamt, bevor sich der Italiener für Terry entschied und später sogar Rio Ferdinand zum Ersatzkapitän beförderte. Wiedererstarkt qualifizierte sich England sicher für die WM 2010 in Südafrika. Dabei nahm Gerrard auch persönlich mit zwei Toren zum 5:1-Sieg erfolgreich Revanche an Kroatien. Beim WM-Endrundenturnier selbst war er plötzlich wieder Kapitän der „Three Lions“, nachdem Terry in dieser Funktion abgesetzt worden war und sich Ferdinand im Trainingslager verletzt hatte. Die hohen Erwartungen der Fans an die englische Mannschaft, die nach der sehr erfolgreichen Qualifikation aufgekommen waren, wurden jedoch während des Turniers nicht erfüllt, da die „Three Lions“ zuerst mit zwei Unentschieden in der Gruppenphase als Gruppenzweiter in die K.o.-Runde einzogen und danach mit der bislang höchsten WM-Niederlage im Achtelfinale an Deutschland (1:4) scheiterten.
Nach einer erfolgreichen Qualifikation für die anschließende Euro 2012 in Polen und der Ukraine nominierte ihn der neue Trainer Roy Hodgson als Kapitän in den 23-Mann-Kader für die Endrundenspiele. In dieser Funktion bestritt er alle vier Spiele der Engländer und wurde im abschließenden Gruppenspiel gegen den Gastgeber Ukraine zum Mann des Spiels gekürt. Obwohl Gerrard seinen Versuch verwandelte, schied England im Achtelfinale nach Elfmeterschießen gegen Italien aus.
Am 14. November 2012 bestritt er beim 2:4 gegen Schweden sein 100. Länderspiel.
Nach dem Vorrundenaus Englands bei der WM 2014 gab Gerrard am 21. Juli seinen Rücktritt aus der Nationalmannschaft bekannt.

## Karriere als Trainer
Im Januar 2017 wurde Gerrard Jugendtrainer beim FC Liverpool. Zur Saison 2017/18 übernahm er als Cheftrainer die U18.
Im Sommer 2018 wurde Gerrard Cheftrainer des schottischen Erstligisten Glasgow Rangers. In seiner ersten Saison wurde Gerrard mit den Rangers Vizemeister, die Mannschaft schaffte anschließend über die Qualifikationsrunden den Einzug in die Europa League, wo die als Gruppenzweiter das Sechzehntelfinale erreicht wurde. Im Anschluss erhielt er eine Vertragsverlängerung bis 2024. In seiner zweiten Saison holte er mit den Glasgow Rangers die schottische Meisterschaft ohne ein einziges Ligaspiel zu verlieren. Es war der erste Meistertitel seit zehn Jahren und der insgesamt 55.
Im November 2021 wechselte er zu Aston Villa und wurde dort zum Cheftrainer. Im Oktober 2022 wurde er nach einem enttäuschenden Ligastart entlassen.
Im Sommer 2023 heuerte er in Saudi-Arabien bei Al-Ettifaq an. Im Januar wurde der Vertrag gekündigt.

## Privates
Steven Gerrard hat einen älteren Bruder namens Paul – nicht zu verwechseln mit dem ehemaligen und gleichnamigen Everton-Torhüter – und ist seit 2007 mit dem britischen Model Alex Curran verheiratet. Das Ehepaar hat drei gemeinsame Töchter und einen gemeinsamen Sohn.
Er ist Träger des Ordens MBE (Member of the Order of the British Empire), den ihm Königin Elisabeth II. am 21. März 2007 für seine Verdienste für den Sport verliehen hat. Eine weitere Ehrung und Anerkennung seiner sportlichen Leistungen wurde ihm im Juli 2008 durch die Liverpool John Moores University zuteil.
Im September 2006 veröffentlichte Gerrard seine Autobiografie, die von dem Ghostwriter Henry Winter verfasst und bei den British Book Awards zum besten Sportbuch gewählt wurde. Gerrard widmete das Buch Jon-Paul Gilhooley, seinem Cousin und dem jüngsten der 97 Opfer der Katastrophe von Hillsborough.
Im Dezember 2008 wurde Gerrard nach einer Prügelei in einer Bar verhaftet. Er musste die Nacht in Polizeigewahrsam verbringen und sich wegen Beteiligung an einer Schlägerei und Körperverletzung vor Gericht verantworten. Das Gericht sprach ihn allerdings von dem Vorwurf der Körperverletzung frei. Die Anklage wegen Beteiligung an einer Schlägerei wurde jedoch aufrechterhalten; im Juli 2009 wurde er von der Jury eines Liverpooler Gerichts auch von diesem Vorwurf freigesprochen.
Sein Cousin ist der Fußballprofi Anthony Gerrard.

## Titel/Auszeichnungen

### Spieler
International
- Finalist FIFA-Klub-Weltmeisterschaft: 2005
- UEFA Champions League:
  - Sieger: 2004/05
  - Finalist: 2006/07
- UEFA-Cup-Sieger: 2000/01
- UEFA Super Cup: 2001, 2005

National
- Premier League Vizemeister: 2001/02, 2008/09, 2013/14
- FA Cup:
  - Sieger: 2001, 2006
  - Finalist: 2012
- League Cup:
  - Sieger: 2000/01, 2002/03, 2011/12
  - Finalist: 2004/05
- FA Community Shield: 2001, 2006

Auszeichnungen
- Englands Fußballer des Jahres: 2001
  - PFA Young Player of the Year (Wahl der PFA zum besten Jungprofi unter 23 Jahren)
  - PFA Fans’ Player of the Year (Wahl der britischen Fußballanhänger)
- Englands Fußballer des Jahres: 2006
  - PFA Players’ Player of the Year (Wahl der Spielergewerkschaft PFA)
- Englands Fußballer des Jahres: 2009
  - Football Writers’ Association Footballer of the Year (Journalistenwahl)
  - PFA Fans’ Player of the Year (Wahl der britischen Fußballanhänger)
- PFA Team of the Year: 2001, 2004, 2005, 2006, 2007, 2008, 2009, 2014
- UEFA-Fußballer des Jahres: 2005
- UEFA Team of the Year: 2005, 2006, 2007
- Silberner Ball der FIFA-Klub-Weltmeisterschaft: 2005
- MBE: 2007
- FIFPro World XI: 2007, 2008, 2009
- All-Star-Team der EURO 2012
- Mitglied der Hall of Fame der Premier League

### Trainer
- Schottischer Meister: 2020/21

## Saisonstatistik
| Verein          | Liga            | Saison          | Liga   | Liga | Nat. Pokal | Nat. Pokal | Ligapokal | Ligapokal | Int. Pokal | Int. Pokal | Andere | Andere | Gesamt | Gesamt |
| Verein          | Liga            | Saison          | Spiele | Tore | Spiele     | Tore       | Spiele    | Tore      | Spiele     | Tore       | Spiele | Tore   | Spiele | Tore   |
| --------------- | --------------- | --------------- | ------ | ---- | ---------- | ---------- | --------- | --------- | ---------- | ---------- | ------ | ------ | ------ | ------ |
| FC Liverpool    | Premier League  | 1998/99         | 12     | 0    | -          | -          | -         | -         | 1          | 0          | -      | -      | 13     | 0      |
| FC Liverpool    | Premier League  | 1999/00         | 29     | 1    | 2          | 0          | -         | -         | -          | -          | -      | -      | 31     | 1      |
| FC Liverpool    | Premier League  | 2000/01         | 33     | 7    | 4          | 1          | 4         | 0         | 9          | 2          | -      | -      | 50     | 10     |
| FC Liverpool    | Premier League  | 2001/02         | 28     | 3    | 2          | 0          | -         | -         | 15         | 1          | -      | -      | 45     | 4      |
| FC Liverpool    | Premier League  | 2002/03         | 34     | 5    | 2          | 0          | 6         | 2         | 11         | 0          | 1      | 0      | 54     | 7      |
| FC Liverpool    | Premier League  | 2003/04         | 34     | 4    | 3          | 0          | 2         | 0         | 8          | 2          | -      | -      | 47     | 6      |
| FC Liverpool    | Premier League  | 2004/05         | 30     | 7    | -          | -          | 3         | 2         | 10         | 4          | -      | -      | 43     | 13     |
| FC Liverpool    | Premier League  | 2005/06         | 32     | 10   | 6          | 4          | 1         | 1         | 12         | 7          | 2      | 1      | 53     | 23     |
| FC Liverpool    | Premier League  | 2006/07         | 36     | 7    | 1          | 0          | 1         | 1         | 12         | 3          | 1      | 0      | 51     | 11     |
| FC Liverpool    | Premier League  | 2007/08         | 34     | 11   | 3          | 3          | 2         | 1         | 13         | 6          | -      | -      | 52     | 21     |
| FC Liverpool    | Premier League  | 2008/09         | 31     | 16   | 3          | 1          | -         | -         | 10         | 7          | -      | -      | 44     | 24     |
| FC Liverpool    | Premier League  | 2009/10         | 33     | 9    | 2          | 1          | 1         | 0         | 13         | 2          | -      | -      | 49     | 12     |
| FC Liverpool    | Premier League  | 2010/11         | 21     | 4    | 1          | 0          | -         | -         | 2          | 4          | -      | -      | 24     | 8      |
| FC Liverpool    | Premier League  | 2011/12         | 18     | 5    | 6          | 2          | 4         | 2         | -          | -          | -      | -      | 28     | 9      |
| FC Liverpool    | Premier League  | 2012/13         | 36     | 9    | 1          | 0          | 1         | 0         | 8          | 1          | -      | -      | 46     | 10     |
| FC Liverpool    | Premier League  | 2013/14         | 34     | 13   | 3          | 1          | 2         | 0         | -          | -          | -      | -      | 39     | 14     |
| FC Liverpool    | Premier League  | 2014/15         | 29     | 9    | 3          | 2          | 3         | 0         | 6          | 2          | -      | -      | 41     | 13     |
| Gesamt          | Gesamt          | Gesamt          | 504    | 120  | 42         | 15         | 30        | 9         | 130        | 41         | 4      | 1      | 710    | 186    |
| LA Galaxy       | MLS             | 2015            | 13     | 2    | 1          | 0          | -         | -         | -          | -          | 1      | 0      | 15     | 2      |
| LA Galaxy       | MLS             | 2016            | 21     | 3    | -          | -          | -         | -         | 2          | 0          | -      | -      | 23     | 3      |
| Gesamt          | Gesamt          | Gesamt          | 34     | 5    | 1          | 0          | -         | -         | 2          | 0          | 1      | 0      | 38     | 5      |
| Karriere Gesamt | Karriere Gesamt | Karriere Gesamt | 538    | 125  | 43         | 15         | 30        | 9         | 132        | 41         | 5      | 1      | 748    | 191    |

Quelle: footballdatabase.eu 